# Старогончарна вулиця (Житомир)
Старогончарна вулиця — вулиця у Богунському районі міста Житомира.

## Розташування та забудова
Вулиця розташована в північній частині Старого міста, історична назва якої «Новоє Строєніє» («Нова Будова»), у місцевості Гончарна Слобода.
Забудова, що адресована до вулиці — малоповерхова та садибна житлова, що формувалася протягом ХІХ ст. Вулицю зусібіч оточують ділянки багатоповерхової житлової забудови. 
Вулиця бере початок поруч з прибудинковою територією багатоповерхового житлового будинку № 54 по вулиці Небесної Сотні, прямує у північно-східному напрямку, перетинається з Хлібною вулицею та завершується з'єднанням з вулицею Князів Острозьких.
Від вулиці бере початок Гончарний провулок.

## Історія
Вулиця являє собою залишок дороги, що виникла не пізніше XVIII ст., оминала тодішнє місто з півночі та прямувала з північно-західної околиці міста (лівого берега річки Кам'янки, району Рудні) в напрямку північно-східного передмістя через Гончарний хутір. Дорога відома як Старогончарний шлях. У тому числі вздовж Старогончарного шляху розташовувалася забудова Гончарного хутора. 
На мапах міста середини XIX ст. Старогончарний шлях з'єднувався з Гончарною вулицею, яка, своєю чергою, вела на південний захід, до середмістя. 
Станом на 1852 рік та невелика ділянка Старогончарного шляху, що є нинішньою Старогончарною вулицею була переважно забудованою, перебувала на території Гончарного хутора. Від початку шляху (Гончарної вулиці), шлях перетинала лише одна вулиця, що нині відома як Хлібна, тоді була новою вулицею. Від шляху в межах хутора на південь прямував Гончарний провулок, у напрямі Київської вулиці.
У другій половині ХІХ ст. місцевість, де розташований початок Старогончарного шляху (від Гончарної вулиці до Хлібної), почала забудовуватися вздовж нових вулиць, прокладених згідно з Генпланом 1850-х років, та отримала назву Новоє Строєніє. Частина Старогончарного шляху опинилася всередині кварталу, утвореного новими вулицями, що нині відомі як Хлібна та Небесної Сотні. Ділянка Старогончарного шляху, що існувала між нинішніми вулицями Гончарною й Небесної Сотні, зникла в результаті прокладання поруч нової ділянки Прохорівської вулиці (нині вулиця Лесі Українки). Відтоді та до 1970-х років, Старогончарна вулиця брала початок з Московської вулиці. У 1970-х роках вихід Старогончарної вулиці до тодішньої Московської вулиці перекрила нова багатоповерхова житлова забудова.
Назва вулиці є історичною. На мапах міста другої половини XIX — першої половини XX ст., Старогончарна вулиця підписана як Гончарний провулок, Старогончарний. Включала до себе також нинішній провулок Косачів. Історична забудова вулиці сформувалася у першій половині XIX ст. Залишки історичної забудови збереглись дотепер у спотвореному вигляді.